# Highland Beach (Maryland)
Highland Beach è un comune degli Stati Uniti d'America, situato nello stato del Maryland, nella contea di Anne Arundel.